# Loxogramme
Loxogramme es un género de helechos perteneciente a la familia  Polypodiaceae. Es originario de Madagascar. Están descritas 76 especies de las cuales solo 22 han sido aceptadas hasta la fecha.

## Taxonomía
Loxogramme fue descrito por (Blume) C.Presl y publicado en Tentamen Pteridographiae 214–215, pl. 9, f. 8. 1836. La especie tipo es: Loxogramme lanceolata (Sw.) C. Presl.

## Especies aceptadas
A continuación se brinda un listado de las especies del género Loxogramme aceptadas hasta junio de 2012, ordenadas alfabéticamente. Para cada una se indica el nombre binomial seguido del autor, abreviado según las convenciones y usos:
- Loxogramme abyssinica (Baker) M.G. Price
- Loxogramme acroscopa (H. Christ) C. Chr.
- Loxogramme assimilis Ching
- Loxogramme buettneri (Kuhn) C. Chr.
- Loxogramme chinensis Ching
- Loxogramme cuspidata (Zenker) M.G. Price
- Loxogramme duclouxii H. Christ
- Loxogramme formosana Nakai
- Loxogramme grammitoides (Baker) C. Chr.
- Loxogramme humblotii (C. Chr.) C. Chr.
- Loxogramme involuta (D. Don) C. Presl
- Loxogramme lanceolata (Sw.) C. Presl
- Loxogramme lankokiensis (Rosenst.) C. Chr.
- Loxogramme makinoi (C. Chr.) C. Chr.
- Loxogramme mexicana (Fée) C. Chr.
- Loxogramme minor (Baker ex Makino) Makino
- Loxogramme porcata M.G. Price
- Loxogramme remotefrondigera Hayata
- Loxogramme salicifolia (Makino) Makino
- Loxogramme scolopendria (Bory) Presley
- Loxogramme wallichiana (Hook.) M.G. Price
- Loxogramme yakushimae (H. Christ) C. Chr.